# Konrad von Lange
Konrad von Lange, född 15 mars 1855, död 29 juli 1921, var en tysk konsthistoriker och konstfilosof.
Lange blev professor i Göttingen 1885, i Königsberg 1892 och i Tübingen 1894. 1901-07 var han inspektor för tavelgalleriet i Stuttgart, och adlades 1903. Enligt Lange grundade sig skönhetsupplevelsen på ett "medvetent självbedrägeri", varvid man oavbrutert inträder i och utgår ur illusionen att stå inför något verkligt: den så kallade pendelteorin. Langes tankegångar står i nära förbindelse med Hans Vaihingers Als-Ob-filosofi. Bland Langes skrifter märks Das Wesen der Kunst (1901, 2:a upplagan 1907), Über den Zweck der Kunst (1912), samt Die ästhetische Illustion und ihre Kritiker (1919).